# Umlaufkette

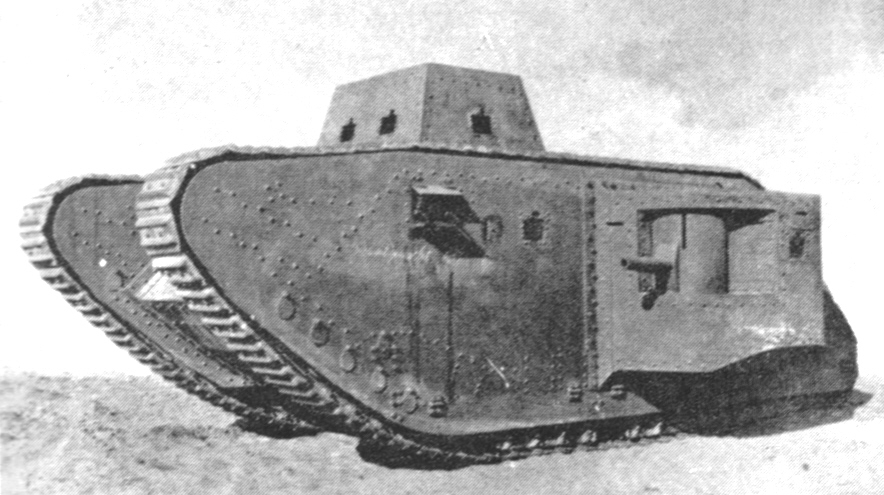
Deutscher A7V-U mit Umlaufkette

Als Umlaufkette bezeichnet man eine gesonderte Form der Laufketten eines Fahrzeugs, die insbesondere von frühen Panzerkettenlaufwerken bekannt ist. Anstatt die Ketten um mehrere Achsen unterhalb des Fahrzeugs laufen zu lassen, umschließt die Umlaufkette den gesamten Fahrzeugrumpf.

## Verwendung
Umlaufketten sind aufgrund mehrerer Mängel heutzutage nicht mehr im Einsatz. Im Gegensatz zu einer normalen Laufkette neigen Umlaufketten eher zu Beschädigungen durch Unfälle, sie sind schwerer zu warten und aufwendiger zu montieren.
Bekannte Verwendungen von Umlaufketten sind beispielsweise die britischen Panzer des Ersten Weltkriegs. Dort wurde die Umlaufkette zusammen mit der Rautenform des Panzers für eine hohe Geländegängigkeit genutzt. Nach dem Krieg kam man aber wieder von diesem Konzept ab, da die ungeschützten Ketten extrem anfällig für Beschuss sind und damit eine Schwachstelle des Panzers weiter schwächen.